# Дискография группы «Вопли Видоплясова»
Украинская группа «Вопли Видоплясова» образовалась в 1986 году. Через пять лет, в 1991 году, на виниловой пластинке (впоследствии на компакт-диске) вышел их первый официальный релиз «Або або». Группа продолжает творческую деятельность по настоящий момент (2017 год).
За всё время сценической деятельности ВВ выпустили:
- 22 студийных альбома
- 3 концертных альбома
- 7 синглов
- 2 видеоальбома

| Название, год выхода и краткое описание альбома | Дорожки | Дорожки |
| Або або (1991) Альбом записан вживую во Франции на фестивале «Eurockeens de Belfort». | 1. Демоны 2. Машина 3. Я підійду 4. Мусса 5. Ты ушёл 6. Полонина 7. Були деньки 8. Рассвет 9. Веселковий твист 10. Оля 11. Зв’язок 12. Колись 13. Або або 14. Червоні коні | 1. Демоны 2. Машина 3. Я підійду 4. Мусса 5. Ты ушёл 6. Полонина 7. Були деньки 8. Рассвет 9. Веселковий твист 10. Оля 11. Зв’язок 12. Колись 13. Або або 14. Червоні коні |
| Закустика (MC) (1993) Альбом записан во время выступления в культовом парижском клубе «Ше Пиф» | 1. Шалена зірка 2. Дитинство 3. Ти ж мене підманула 4. Розпрягайте хлопці коні 5. Гей, червоні коні 6. Ой ти, Галю, Галю молодая 7. На вулиці скрипка грає 8. Колись 9. Несе Галя воду | 1. Шалена зірка 2. Дитинство 3. Ти ж мене підманула 4. Розпрягайте хлопці коні 5. Гей, червоні коні 6. Ой ти, Галю, Галю молодая 7. На вулиці скрипка грає 8. Колись 9. Несе Галя воду |
| Країна мрій (1994) Пилотная CD-версия легендарного альбома. Издана в Австрии ограниченным тиражом. | 1. Кармен 2. Машина 3. Я підійду 4. Мусса 5. Ты ушёл 6. Знову зима 7. Галелуя 8. Alright 9. Автострада у пекло 10. Танці 11. Легенда о любві 12. Ліда 13. Шалена зірка 14. Танго 15. Веселковий твіст 16. Зв’язок 17. Колись 18. Країна мрій | 1. Кармен 2. Машина 3. Я підійду 4. Мусса 5. Ты ушёл 6. Знову зима 7. Галелуя 8. Alright 9. Автострада у пекло 10. Танці 11. Легенда о любві 12. Ліда 13. Шалена зірка 14. Танго 15. Веселковий твіст 16. Зв’язок 17. Колись 18. Країна мрій |
| Музіка (сингл) (1996) | 1. Передмова 2. Музіка 3. Глибина 4. Гей! Любо! 5. Весна | 1. Передмова 2. Музіка 3. Глибина 4. Гей! Любо! 5. Весна |
| Музіка (1997) Этот рок-альбом брал с собой в космос украинский космонавт Леонид Каденюк. | 1. Весна 2. Юра 3. Білі плями 4. Музіка 5. Краков’як рок 6. Глибина 7. Гармонія 8. Гей! Любо! 9. Боги 10. Галина 11. Їхали козаки 12. Горіла сосна | 1. Весна 2. Юра 3. Білі плями 4. Музіка 5. Краков’як рок 6. Глибина 7. Гармонія 8. Гей! Любо! 9. Боги 10. Галина 11. Їхали козаки 12. Горіла сосна |
| Країна мрій (1997) Переиздание альбома 1994 года с некоторыми изменениями. | 1. Dansez 2. Шалена зірка 3. Машина 4. Я підійду 5. Кармен 6. Зв’язок 7. Легенда про кохання 8. Ліда, Ліда 9. Веселковий твіст 10. Галелуя 11. Ты ушёл 12. Олрай 13. Галю, приходь 14. Танго 15. Колись 16. Танці 17. Країна мрій | 1. Dansez 2. Шалена зірка 3. Машина 4. Я підійду 5. Кармен 6. Зв’язок 7. Легенда про кохання 8. Ліда, Ліда 9. Веселковий твіст 10. Галелуя 11. Ты ушёл 12. Олрай 13. Галю, приходь 14. Танго 15. Колись 16. Танці 17. Країна мрій |
| Любов (сингл) (1998) Первый макси-сингл обновлённого состава группы. Место гитариста окончательно занимает Евгений Рогачевский. | 1. Любовь 2. Таємні сфери 3. Стривай, паровозе! 4. Я прошу 5. Любов | 1. Любовь 2. Таємні сфери 3. Стривай, паровозе! 4. Я прошу 5. Любов |
| Хвилі Амура (2000) Романтичный и изысканный альбом, появившийся на свет в первый день весны. | 1. День народження 2. Добрий день 3. Любов 4. Обернись 5. Що було 6. Трава 7. Таємнi сфери 8. Махатма 9. Як під небом 10. Є — є 11. Товарищ майор 12. Відрада 13. Оля 14. Були на селi 15. Гоп-ця! 16. Або або | 1. День народження 2. Добрий день 3. Любов 4. Обернись 5. Що було 6. Трава 7. Таємнi сфери 8. Махатма 9. Як під небом 10. Є — є 11. Товарищ майор 12. Відрада 13. Оля 14. Були на селi 15. Гоп-ця! 16. Або або |
| День нароDJення (2001) Электронный альбом, составленный из кавер-версий советских хитов и авторских ремиксов на произведения ВВэшников. | 1. День нароDJення RMX 2. Махатма 3. Не думай 4. Мы — дети 5. День нароDJення 2 (sufi version) 6. Мелодия | 1. День нароDJення RMX 2. Махатма 3. Не думай 4. Мы — дети 5. День нароDJення 2 (sufi version) 6. Мелодия |
| Мамай (сингл) (2001) | 1. Зоряна осінь 2. Велика сила 3. Мамай 4. Пачка цигарок 5. Сонячні дні | 1. Зоряна осінь 2. Велика сила 3. Мамай 4. Пачка цигарок 5. Сонячні дні |
| Файно (2002) Мощный электророк с элементами фольклора. Вместе сплетены музыкальный эксперимент, острая социальная тематика и отголоски панк-роковой юности музыкантов. | 1. Світ 2. Рай 3. Попs 4. Апокалипсис 5. Пачка цигарок 6. Сонячні дні 7. Море 8. Зоряна осінь 9. Ізнов 10. Мамай 11. Велика сила 12. Динама 13. Музика дика 14. Підманула | 1. Світ 2. Рай 3. Попs 4. Апокалипсис 5. Пачка цигарок 6. Сонячні дні 7. Море 8. Зоряна осінь 9. Ізнов 10. Мамай 11. Велика сила 12. Динама 13. Музика дика 14. Підманула |
| Були деньки (2006) Альбом посвящён 20-ти летию группы. Выдержан в музыкальном стиле восьмидесятых годов. | 1. Пісенька 2. А-ба-бап 3. Пісня 4. А чи то 5. Були деньки 6. Заднє око 7. Колискова 8. Політрок 9. Червоні коні 10. Гей, налягай 11. Дитинство 12. Катерина | 1. Пісенька 2. А-ба-бап 3. Пісня 4. А чи то 5. Були деньки 6. Заднє око 7. Колискова 8. Політрок 9. Червоні коні 10. Гей, налягай 11. Дитинство 12. Катерина |
| Видеоколлекция (DVD) (2007) Первый видеосборник группы. В основную часть включено 15 видеоклипов 1996—2006 годов. В «Архив» (1988—1993) попали материалы из частных коллекций и телезапасников Украины, России и Франции. | 1. Музіка 2. Весна 3. Горіла сосна 4. Любов 5. День народження 6. Були на селі 7. Не думай 8. День народження RMX 9. Світ 10. Полонина 11. Сонячні дні 12. Зоряна осінь 13. Пісенька 14. Колискова 15. Катерина 16. Танці 17. Зв’язок 18. Були деньки 19. Пісенька (live) 20. Оля (live) 21. Колискова (live) 22. Галю, приходь (live) 23. Танці (live)                                                                      | 1. Музіка 2. Весна 3. Горіла сосна 4. Любов 5. День народження 6. Були на селі 7. Не думай 8. День народження RMX 9. Світ 10. Полонина 11. Сонячні дні 12. Зоряна осінь 13. Пісенька 14. Колискова 15. Катерина 16. Танці 17. Зв’язок 18. Були деньки 19. Пісенька (live) 20. Оля (live) 21. Колискова (live) 22. Галю, приходь (live) 23. Танці (live)                                                                      |
| ВВ на сцене фестиваля Рок-Сич (2008) Концертный альбом, записанный во время фестиваля Рок-Сич (Киев, 2006 год). | 1. Полонина (live) 2. Дитинство (live) 3. Є — є (live) 4. Пачка цигарок (live) 5. Сонячні дні (live) 6. Юра (live) 7. Попс (live) 8. Любов (live) 9. День народження (live) 10. Були деньки (live) 11. Були на селі (live) 12. Розмова з Махатмою (live) 13. Галю, приходь (live) 14. Їхали козаки (live) 15. Гей! Любо! (live) 16. Розпрягайте, хлопці, коней! (live) 17. Весна (live) 18. Танці (live) 19. Катерина (live) | 1. Полонина (live) 2. Дитинство (live) 3. Є — є (live) 4. Пачка цигарок (live) 5. Сонячні дні (live) 6. Юра (live) 7. Попс (live) 8. Любов (live) 9. День народження (live) 10. Були деньки (live) 11. Були на селі (live) 12. Розмова з Махатмою (live) 13. Галю, приходь (live) 14. Їхали козаки (live) 15. Гей! Любо! (live) 16. Розпрягайте, хлопці, коней! (live) 17. Весна (live) 18. Танці (live) 19. Катерина (live) |
| Гимн-Славень Украины (2008) Каноническая и традиционная версии украинского Гимна, дополненные электронной версией фотоальбома «Украинская живопись XIX — начала XX века», а также караоке-треками в сопровождении репродукций картин украинских художников. | Диск 1 (CD) 1. Гімн України «Ще не вмерла Україна…» 2. Славень України «Квітне рідна Україна…» 3. Фотоальбом «Український живопис XIX — початку XX століть» 4. Народні версії Славня України | Диск 2 (DVD) 1. «Ще не вмерла Україна…» (караоке) 2. «Квітне рідна Україна…» (караоке) |
| Видеоколлекция (коллекционное издание 2DVD) (2008) Двойной DVD. Коллекционное издание с ограниченным тиражом. В первый диск включены 15 клипов 1996—2006 годов, дополненных архивным видео из частных коллекций и телезапасников Украины, России и Франции. Второй диск содержит видеозаписи из концертного архива ВВ — фрагменты выступления на концерте киевской «Рок-Артели» в 1988 году, а также рок-шоу с участием французских музыкантов (Киев 1996 год). | DVD 1 1. Музіка 2. Весна 3. Горіла 4. Сосна 5. Любов 6. День народження 7. Були на селі 8. Не думай 9. День народження (rmx) 10. Світ 11. Полонина 12. Сонячнi днi 13. Зоряна осінь 14. Пісенка 15. Колискова 16. Катерина 17. Танцi 18. Зв’язок 19. Буллы деньки 20. Пісенка (live) 21. Оля (live) 22. Колискова (live) 23. Галю, приходь (live) 24. Танцi (live)                                                           | DVD 2 1. Танцi’ 88 2. Оля 3. Були денькi 4. Товарищ майор 5. Ззадне око 6. Музіка 7. Розмова з махатмою 8. Плач Ярославни 9. Танго 10. Я підiйду 11. Політрок 12. Ай-яй-яй 13. Були на селі 14. Галю, приходь 15. Підманула 16. Танцi’ 96 17. Dansez |
| Ладо (виртуальный сингл) (2008) | Ладо | Ладо |
| Були деньки (vinyl LP) (2008) Виниловая пластинка (серия Audiophile), «тяжёлый винил» (180 г), ограниченный тираж (300 экз.) | | |
| Ладо (сингл) (2009) | 1. Ладо 2. Лети, моя мила сестро 3. Марш січових стрільців 4. Alain Delon 5. Голубка 6. Ладо (radio version) 7. Ладо (video) | 1. Ладо 2. Лети, моя мила сестро 3. Марш січових стрільців 4. Alain Delon 5. Голубка 6. Ладо (radio version) 7. Ладо (video) |
| Чіо Чіо Сан (сингл) (2009). На сингле — одноимённая песня и видеоклип (режиссёр-постановщик — О. Скрипка, оператор — и С. Михальчук. Выпущен при содействии представителей Украинско-японского центра. | Чіо Чіо Сан | Чіо Чіо Сан |
| Відпустка (сингл) (2010). Содержит песню и видеоклип (режиссёр-постановщик — О. Скрипка, оператор — А. Хорошко). | Відпустка | Відпустка |
| Чудовий Світ (2013) Десятий ювілейний альбом. Щодня протягом двох років, натхненно віддаючись праці у студії, ВВ шукали нові форми та музичне оздоблення для втілення своїх ідей у новій платівці. І ось він – ЧУДОВИЙ СВІТ – світ, якого ми ще не бачили, музика, у якій поєднуються феєрична гармонія та вибухова енергія… | 1. Мана 2. Чудовий світ 3. Талалай 4. Щедрик 5. Ладо 6. Диво 7. Відпустка 8. Понеділок 9. Примари 10. Чіо Чіо Сан 11. Січові стрільці 12. Дібровонька | 1. Мана 2. Чудовий світ 3. Талалай 4. Щедрик 5. Ладо 6. Диво 7. Відпустка 8. Понеділок 9. Примари 10. Чіо Чіо Сан 11. Січові стрільці 12. Дібровонька |